# جوليد حسن دران
جوليد حسن أحمد (دُران) أو (دُوران) (بالصومالية: Guuleed Xasan Duraan) مواطن صومالي محتجز خارج نطاق القضاء في معتقل غوانتانامو في كوبا والذي تديره الولايات المتحدة .
وصل جوليد حسن دوران إلى غوانتانامو في 6 سبتمبر 2006 واحتجز هناك لمدة 18 سنوات، و9 شهور، و20 أيام.

## النشأة
ولد دران في العاصمة الصومالية مقديشو، مع اندلاع الحرب الأهلية الصومالية في عام 1991، أرسله والداه إلى ألمانيا حيث عاش في مخيم للاجئين. سافر بعدها إلى السويد وحصل على حق اللجوء هناك عام 1993.
في عام 1994 حاول السفر إلى الولايات المتحدة ولكن أعيد إلى آيسلندا بسبب تزوير جواز سفره.

## صلات مزعومة بالإرهاب
وفقًا لمسؤولي مكافحة الإرهاب الأمريكيين، فإن دران قد تردد على مسجد يرتاده صوماليون أثناء وجوده في السويد، ورتب إمام المسجد ودران وصديق لهما إرسال صانع القنابل قاسم محمد للتدريب في أفغانستان قبل الانضمام إلى المجهود الحربي الصومالي. وحسب المسؤولين الأمريكيين فإن دران تدرب في معسكر خلدن على الأسلحة والمتفجرات في الفترة ما بين يناير وأكتوبر عام 1996، وفي معسكر آخر في خوست على تقنيات الاغتيال لعدة أشهر، وعاد أواخر عام 1996 إلى الصومال.
يؤكد مسؤولو مكافحة الإرهاب الأمريكيون أن دران أصبح عضوًا في حركة الاتحاد الإسلامي في عام 1997 من منطلق التزامه بدعم الحرب الصومالية ضد إثيوبيا وسعيا لإعادة إقليم أوجادين في إثيوبيا إلى الصومال. وحارب دران ضد الإثيوبيين في أوجادين من 1997 إلى 2002 وقام بتدريب مقاتليحركة الاتحاد الإسلامي. ويُزعم أنه أصبح مرتبطًا بالقاعدة لأن أعضائها كانوا في الصومال وحاربوا بجانب ما تبقى من حركة الاتحاد الإسلامي التي حُلت عام 1996، كما يؤكد المسؤولون أن جوليد تعرفة على أبو طلحة السوداني الذي جاء إلى مقديشو للاختباء في أعقاب هجمات مومباسا في نوفمبر 2003، في أوائل عام 2003 تم تجنيد دران للعمل لدى السوداني، جزئيًا ، لأنه تدرب في أفغانستان كما أنه كان يتحدث العربية والإنجليزية وبعض السويدية والصومالية، وحصل على التعليم الثانوي.
وفقًا لمدير الاستخبارات الوطنية الأمريكية، فإن دران كان رئيسًا لشبكة تابعة لحركة الاتحاد الإسلامي في مقديشو المرتبطة بالقاعدة. وكان عضوا في مجموعة صغيرة من أعضاء الحركة عملت مع خلية القاعدة في شرق أفريقيا بقيادة أبو طلحة السوداني، وتضمنت مسؤوليات دران تحديد مواقع المخابئ، والمساعدة في تحويل الأموال، وشراء الأسلحة والمتفجرات وغيرها من الإمدادات. وكان دران على علم بالعديد من المؤامرات الإرهابية، من ضمنها إسقاط طائرة نفاثة إثيوبية هبطت في مطار في الصومال في عام 2003 وخطف عمال المنظمات غير الحكومية الغربية في هرجيسا في عام 2002، كوسيلة لجمع الأموال لخليته الإرهابية.
بعد اعتقال دران حاول إرهابيو الاتحاد الإسلامي في 19 مارس 2004، اختطاف عامل إغاثة ألماني واغتيال موظف كيني في هرجيسا، لكنهم فشلوا في ذلك.

## مطالبات والدته
في 23 نوفمبر 2009 نشرت أفريكا نيوز ملفا عن والدة دران عدر محمد يوسف التي أكدت براءة ابنها من التهم الموجهة إليه،  وقالت عدر أن أحد أمراء الحرب الصوماليين أسر ابنها في عام 2004.
ونُقل عن عدر قولها:
أفادت أفريكا نيوز أن دران تم القبض عليه من قبل التحالف من أجل استعادة السلام ومكافحة الإرهاب ، الذي كان مرتبطًا بوكالة المخابرات المركزية . كما أشارت الوكالة الإخبارية إلى أن دران كان واحدًا من عشرات الأسرى الذين اعتقلهم التحالف.
وأكدت والدة دوران أن لديه أربعة أطفال.

## فرقة عمل المراجعة المشتركة
في 21 يناير 2009 وفي يوم تنصيبه أصدر رئيس الولايات المتحدة باراك أوباما ثلاثة أوامر تنفيذية تتعلق باحتجاز أفراد في غوانتانامو. ويتكون نظام المراجعة الجديد هذا من مسؤولين من ست إدارات، حيث تم إجراء مراجعات مكتب المراجعة الإدارية لاحتجاز المقاتلين الأعداء (OARDEC) بالكامل من قبل وزارة الدفاع. بعد إصدارها لتقريرها بعد عام، صنف فريق عمل المراجعة المشتركة بعض الأفراد على أنهم خطرون للغاية مع التوصية بعدم نقلهم من غوانتانامو، على الرغم من عدم وجود دليل يبرر توجيه اتهامات إليهم. في 9 أبريل 2013، تم نشر هذه الوثيقة تحت قانون حرية المعلومات. وكان جوليد حسن دران واحدًا من بين 71 شخصًا تم اعتبارهم أبرياء،إلا أن الإفراج عنهم خطر جدًا. وقال أوباما إن أولئك الذين يعتبرون أبرياء ولم توجه إليهم تهم، لكن الإفراج عنهم خطر للغاية سيبدأون في تلقي مراجعات من مجلس المراجعة الدورية.

## مجلس المراجعة الدورية
لم يتم إجراء المراجعة الأولى حتى 20 نوفمبر 2013. واعتبارًا من 15 أبريل 2016 أجريت المراجعة مع 29 شخصا، إلا أن جوليد حسن دران لم يكن واحدًا منهم، وتمت الموافقة على نقل دوران في 10 نوفمبر 2021.

## نقل محتمل إلى الولايات المتحدة الأمريكية
منعت السلطات العسكرية محاميي المعتقلين من الوصول إلى عملائهم بعد تفشي فيروس كورونا في مارس 2020، واستخدموا الفيروس كمبرر لمنع الاتصال حتى عن طريق الفيديو والهاتف. وأمهل قاضي المحكمة الجزئية الأمريكية ريجي والتون المسؤولين الحكوميين ثلاثين يومًا للتوصل إلى طريقة للمحامين للاتصال بعملائهم.
وزعم محامي وزارة العدل الأمريكية تيري هنري أن المحامين مسموح لهم بالسفر إلى غوانتانامو، ورد محامي دران ويلز ديكسون بأن المحامين الذين يصلون إلى غوانتانامو سيُطلب منهم الخضوع للحجر الصحي لمدة أسبوعين، عند وصولهم ، وحجر صحي آخر لمدة أسبوعين عند عودتهم إلى الولايات المتحدة.

## أنظر أيضا
- مهدي غزالي

## روابط خارجية
- تقرير الأمم المتحدة حول الاحتجاز السري (الجزء الأول): برنامج "المحتجز عالي القيمة" التابع لوكالة المخابرات المركزية والسجون السرية آندي ورثينجتون